# Nemzeti Múzeum (Krakkó)
A krakkói Nemzeti Múzeum (lengyelül: Muzeum Narodowe w Krakowie), népszerű rövidítéssel MNK, Lengyelország legnagyobb múzeuma, amely országszerte több önálló, állandó gyűjteményekkel rendelkező kirendeltséggel rendelkezik. Az 1879-ben alapított múzeum 21 részlegből áll, amelyek művészeti korszakok szerint vannak felosztva: 11 galéria, 2 könyvtár és 12 restauráló műhely. Mintegy 780 000 műtárgyat őriz, a klasszikus régészettől a modern művészetig, különös tekintettel a lengyel festészetre.

## Helyszín
A Krakkói Nemzeti Múzeum először a krakkói óváros főterén található reneszánsz Posztócsarnok (Sukiennice) épület felső emeletén kapott helyet, amely ma a város egyik legnépszerűbb intézményének ad otthont. A múzeum korabeli, a Maja utca 3. szám alatt található Új Főépületének építése 1934-ben kezdődött, de a második világháború ezt félbeszakította. Teljes egészében csak 1992-ben, a keleti blokk összeomlása után készült el.

Lucas Cranach: Miniatúra portrék a Jagelló családról

A gyűjteményeket – amelyek összesen több százezer darabból állnak – nagyrészt a főépületben őrzik, ahol az adminisztrációs irodák is találhatók, de a városszerte található részlegekben is tárolják és bemutatják őket.
A második világháború alatt a gyűjteményt a német fasiszta megszállók kifosztották.
A háború után a lengyel kormány a németek által elkobzott művek közül sokat visszaszerzett. Még mindig több mint 1000 műtárgy hiányzik, köztük az idősebb Pieter Bruegel (Stanisław Ursyn-Rusiecki által 1937-ben a múzeumnak adományozott) A farsang és a nagyböjt harca (amelyet a lengyel hatóságok szerint 1939-ben a német megszállók elvittek, állítólag Bécsbe vitték és eladták. Jelenleg a Bécsi Szépművészeti Múzeumban található) felbecsülhetetlen értékű más művekkel együtt.

## Gyűjtemények
A főépületben található az újonnan felújított Huszadik Századi Lengyel Művészeti Galéria, amely a 19. század végétől kezdődően Lengyelország egyik legnagyobb festészeti és szobrászati galériája. Jacek Malczewski, Leon Wyczółkowski, Włodzimierz Tetmajer leghíresebb alkotásaival; Stanisław Wyspiański műveinek kiterjedt gyűjteményével; valamint a két világháború közötti és a háború utáni időszak művészeinek: a lengyel kubisták, expresszionisták, koloristák, az 1930-as évek avantgárdja, valamint az 1960-as évek új irányzatának képviselőinek alkotásaival.
A gyűjtemény festményei között megtalálhatók a Fiatal Lengyelország mozgalom remekművei (Konrad Krzyżanowski, Olga Boznańska, Józef Pankiewicz, Władysław Ślewiński, Wacław Szymanowski, Ludwik Puget, Jan Stanisławski, Tadeusz Makowski). A lengyel avantgárdot Zbigniew Pronaszko, Leon Chwistek, Tytus Czyżewski, Stanisław Osostowicz, Eugeniusz Waniek, Jan Cybis, Hanna Rudzka-Cybisowa, Artur Nacht-Samborski, Jan Szancenbach, Józef Czapski, Piotr Potworowski, Wacław Taranczewski, Juliusz Joniak képviseli.
A háború utáni művészeti gyűjtemény Tadeusz Kantor, Jonasz Stern, Maria Jarema, Jerzy Nowosielski, Andrzej Wróblewski, Katarzyna Kobro, Alina Szapocznikow, Maria Pinińska-Bereś, Katarzyna Kozyra műveit tartalmazza. Emellett számos fontos kortárs lengyel művész, köztük Grzegorz Sztwiertnia, Rafał Bujnowski, Wilhelm Sasnal, Jadwiga Sawicka, Leon Tarasewicz, Stanisław Rodziński, Jan Pamuła és Jan Tarasin műveit is őrzi.

### Hadtörténeti gyűjtemény
A főépületben a 12. századtól a 20. századig terjedő katonai felszerelések hatalmas tárlata látható, többek között 16. és 17. századi lengyel páncélok, lengyel szablyák, lőfegyverek, nyergek és köpenyek, 18. és 20. századi katonai egyenruhák és katonai kitüntetések. A múzeum állományában nyugat- és kelet-európai fegyvergyűjtemény is található. A katonai tárgyakat a „Fegyverek és színek” című kiállításon mutatják be.

### Díszítőművészet és kézművesség
A Díszítőművészeti és Kézműves Galériában a 12. századtól a 18. századig arany-, ezüst- és drágakővel ékesített tárgyak, réz-, ón- és vastárgyak, például tálak és kovácsoltvas ládák, régi bútorok, hangszerek, órák, kerámiák és üvegek, különösen a krakkói templomokból származó ólomüvegek láthatók. A múzeum rendelkezik Lengyelország egyik legnagyobb lengyel és keleti antik szőnyeggyűjteményével, valamint a 16. századtól a 20. századig terjedő népviseletek gyűjteményével.

## Múzeumi osztályok
A Nemzeti Múzeumnak a főépületen kívül több fiókintézménye is működik:
1. Lengyel Művészetek Galériája a Posztócsarnokban (Sukiennice)
2. Emmerich Hutten Czapski Múzeum (ul. Piłsudskiego út  10–12.)
3. Jan Matejko-ház (Floriańska út 41)
4. Stanisław Wyspiański Múzeum (Szczepańska út 11.)
5. A Czartoryski Múzeum (Jana út 19.)
6. A Czartoryski Könyvtár (Marka út 17.)
7. A Karol Szymanowski Múzeum Zakopanéban
8. Józef Mehoffer-ház (Krupnicza út 26.)
9. Erasmus Ciołek püspöki palota (Kanonicza út 17.)
10. „Europeum” Európai Kulturális Központ (Sikorskiego 6.)

2009-ben a Nemzeti Múzeum főépülete előtt a művészet népszerűsítése érdekében új projekt indult „Múzeumfórum” néven. Michal Bernasik építész nyertes tervét választották ki.

## Képgaléria

Konrad Krzyżanowski: Felhők Finnországban (1908)
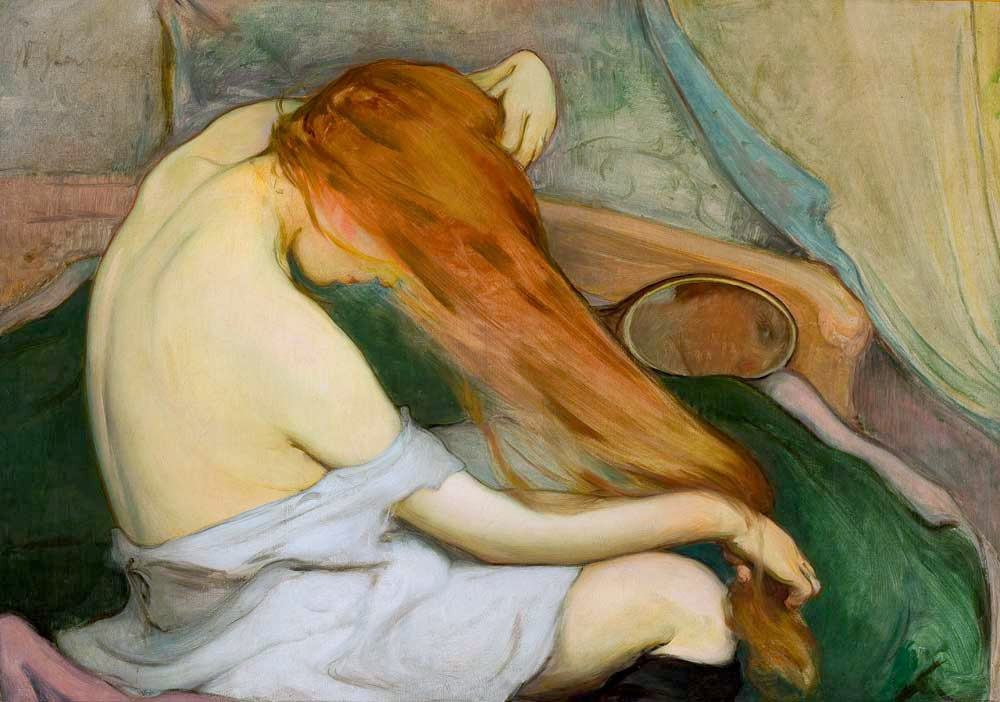
Władysław Ślewiński: A haját fésülő nő (1897)
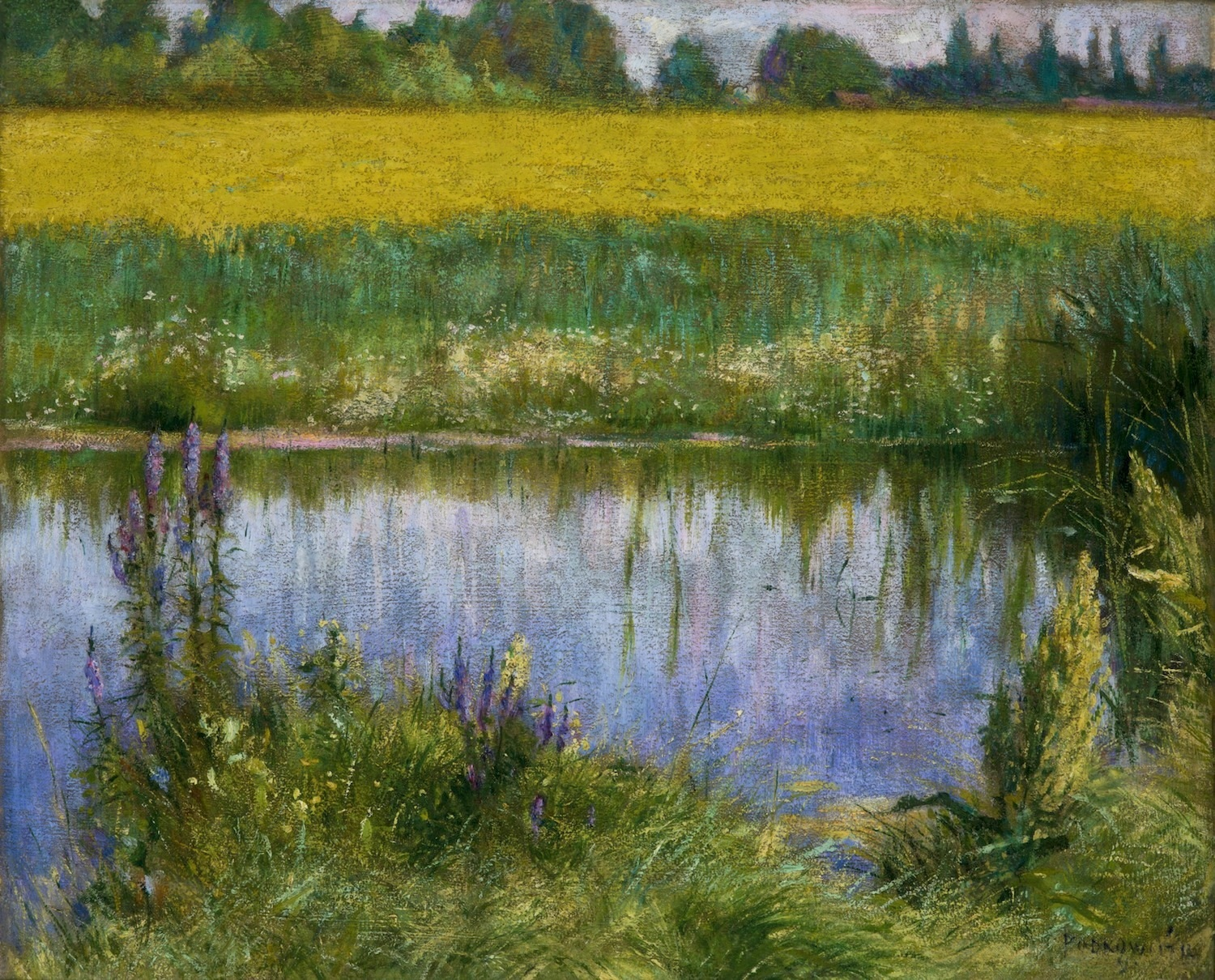
Władysław Podkowiński: 'Mező a napsütésben (1891)
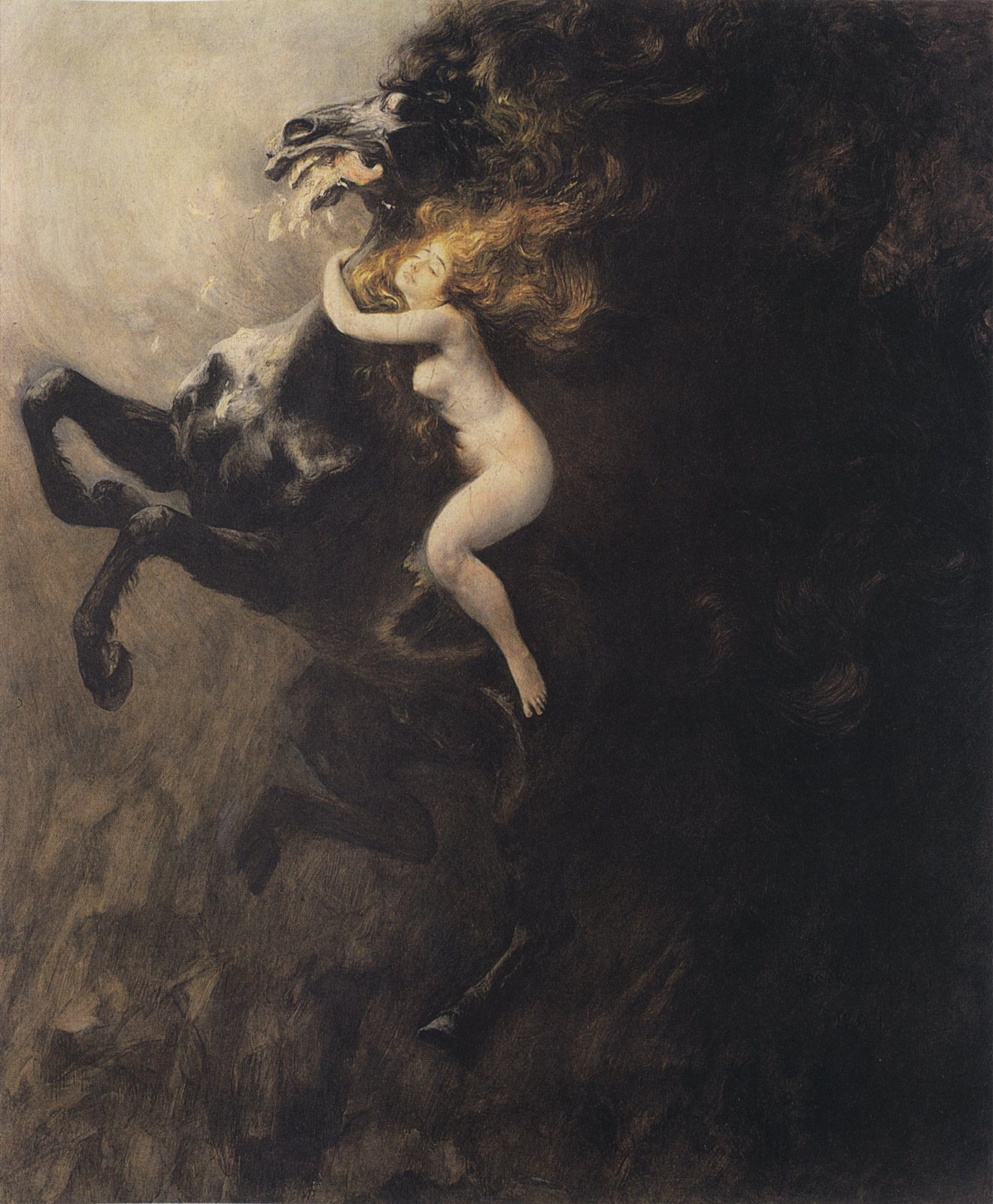
Władysław Podkowiński: Az ujjongás mámora (1894)
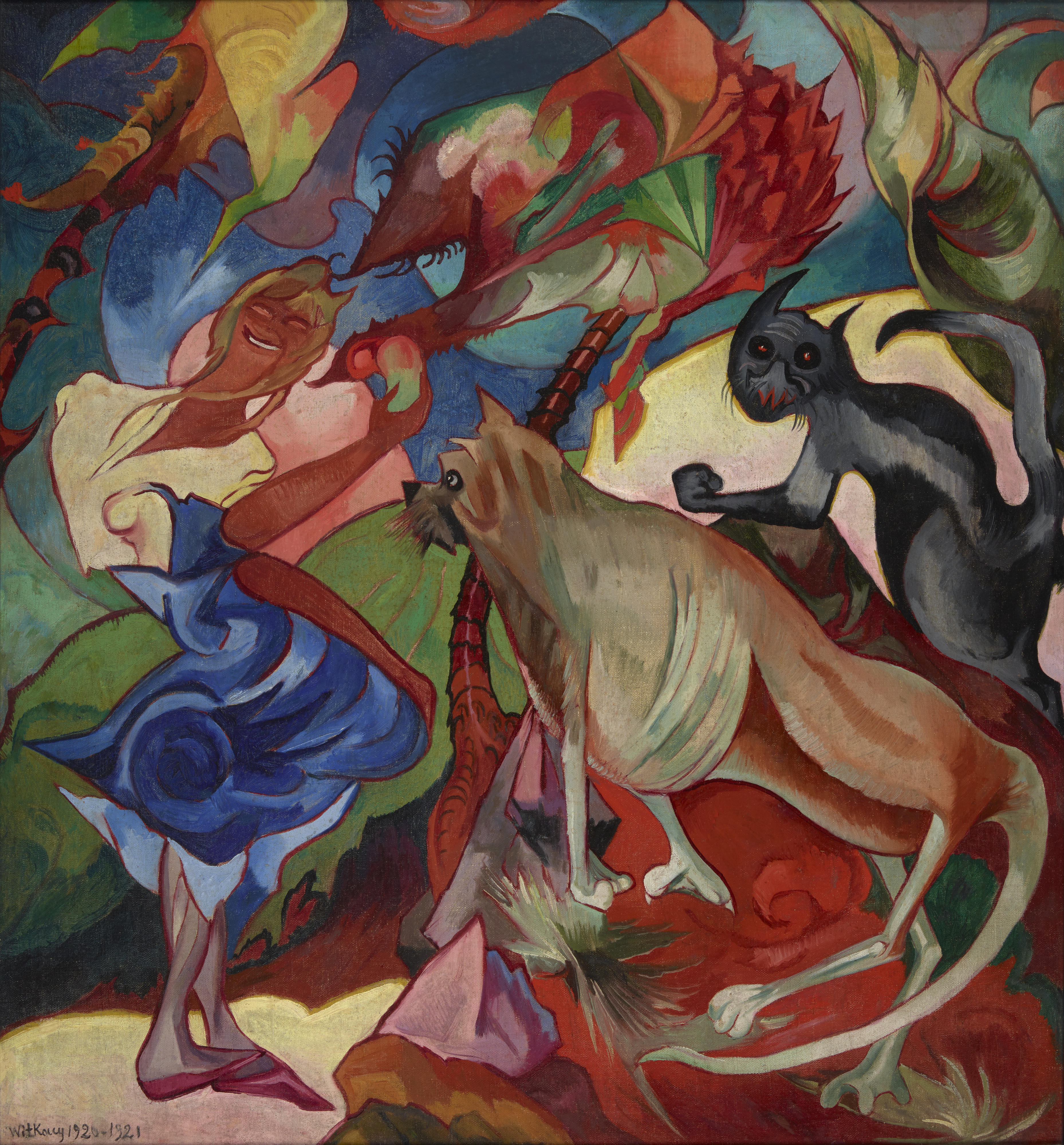
Stanisław Ignacy Witkiewicz: Marysia Burek kutyával Ceylonon (1920–1921)
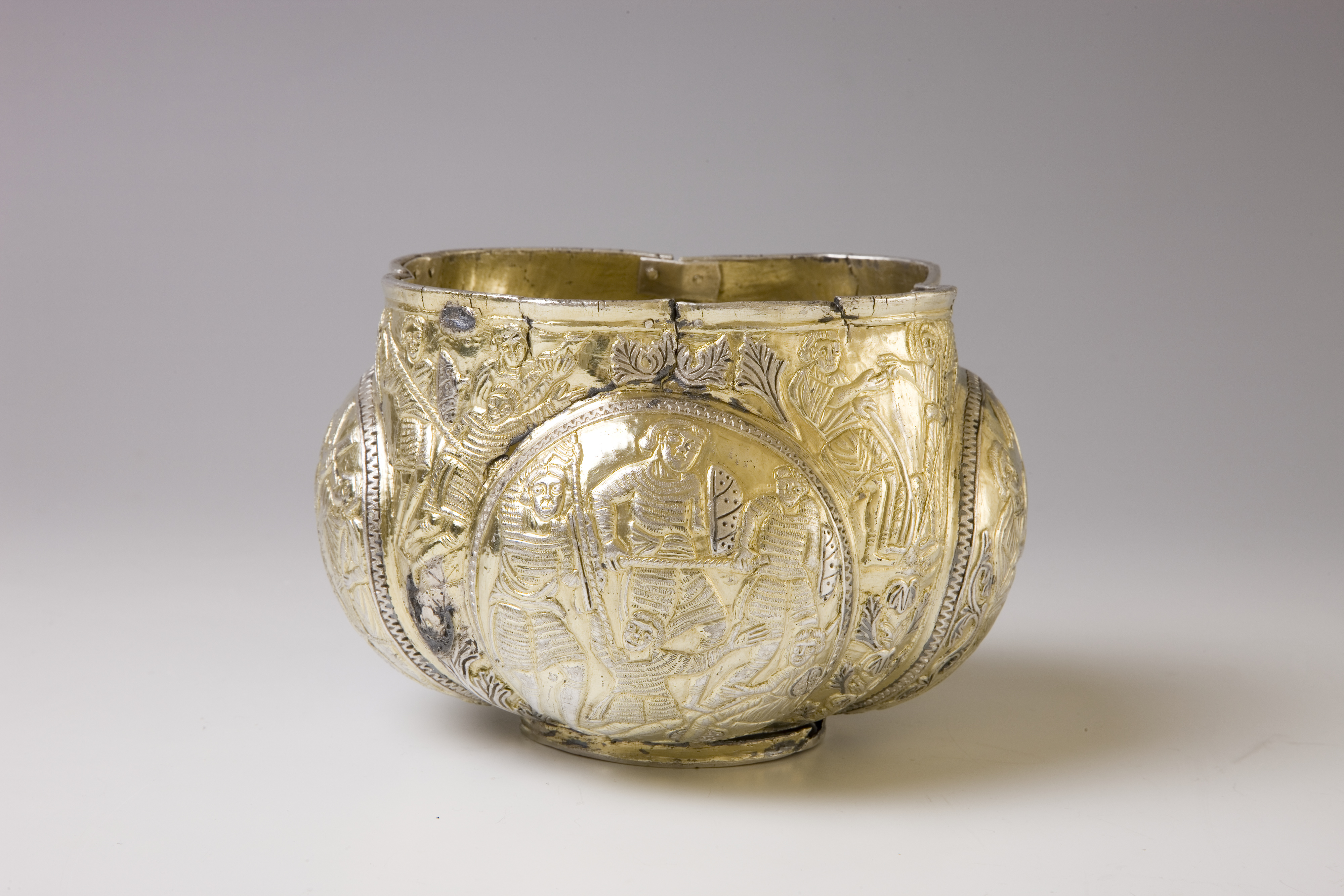
A włocławeki serleg (10. század)
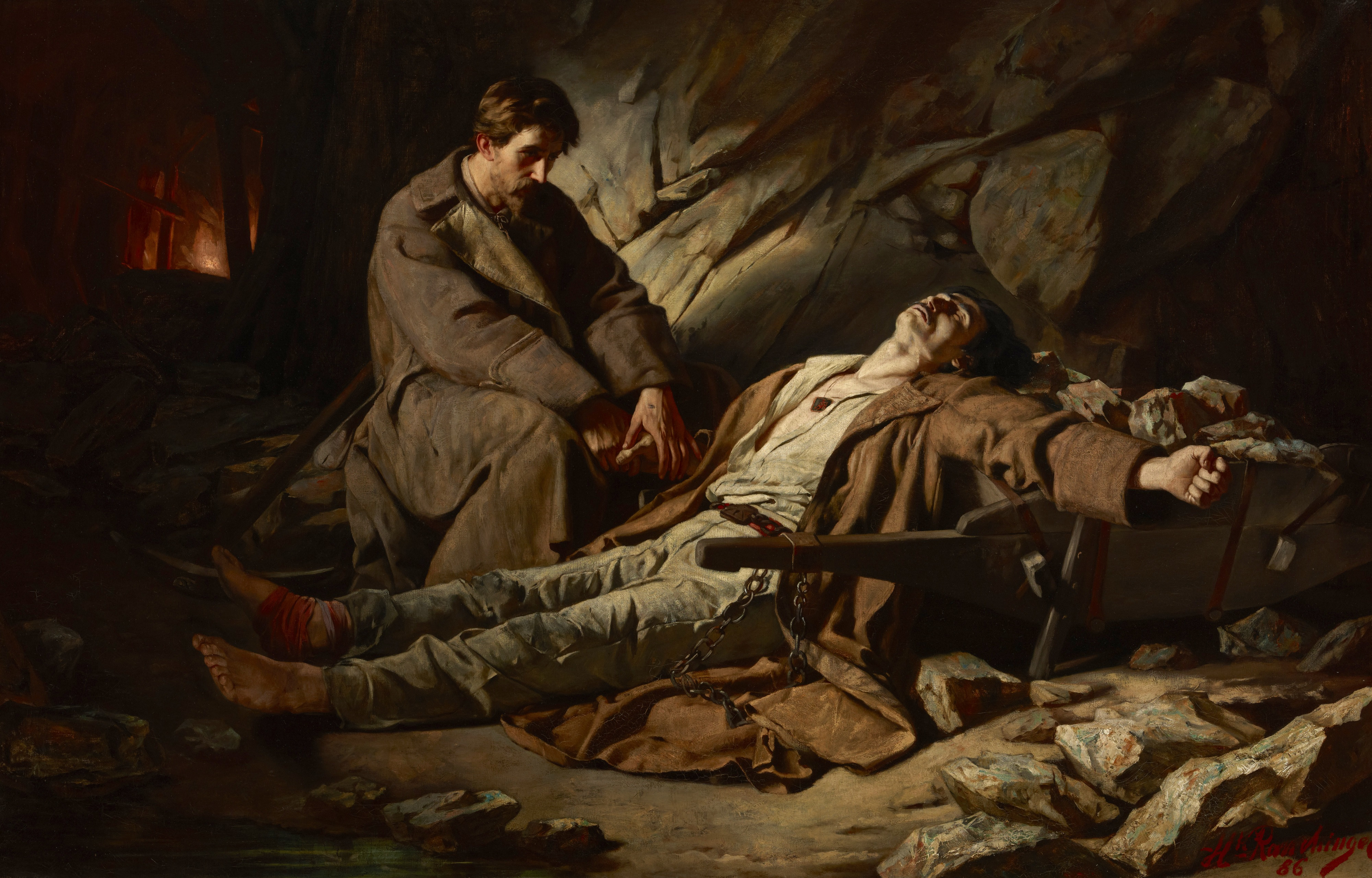
Heinrich Rauchinger: Börtönben (1886)

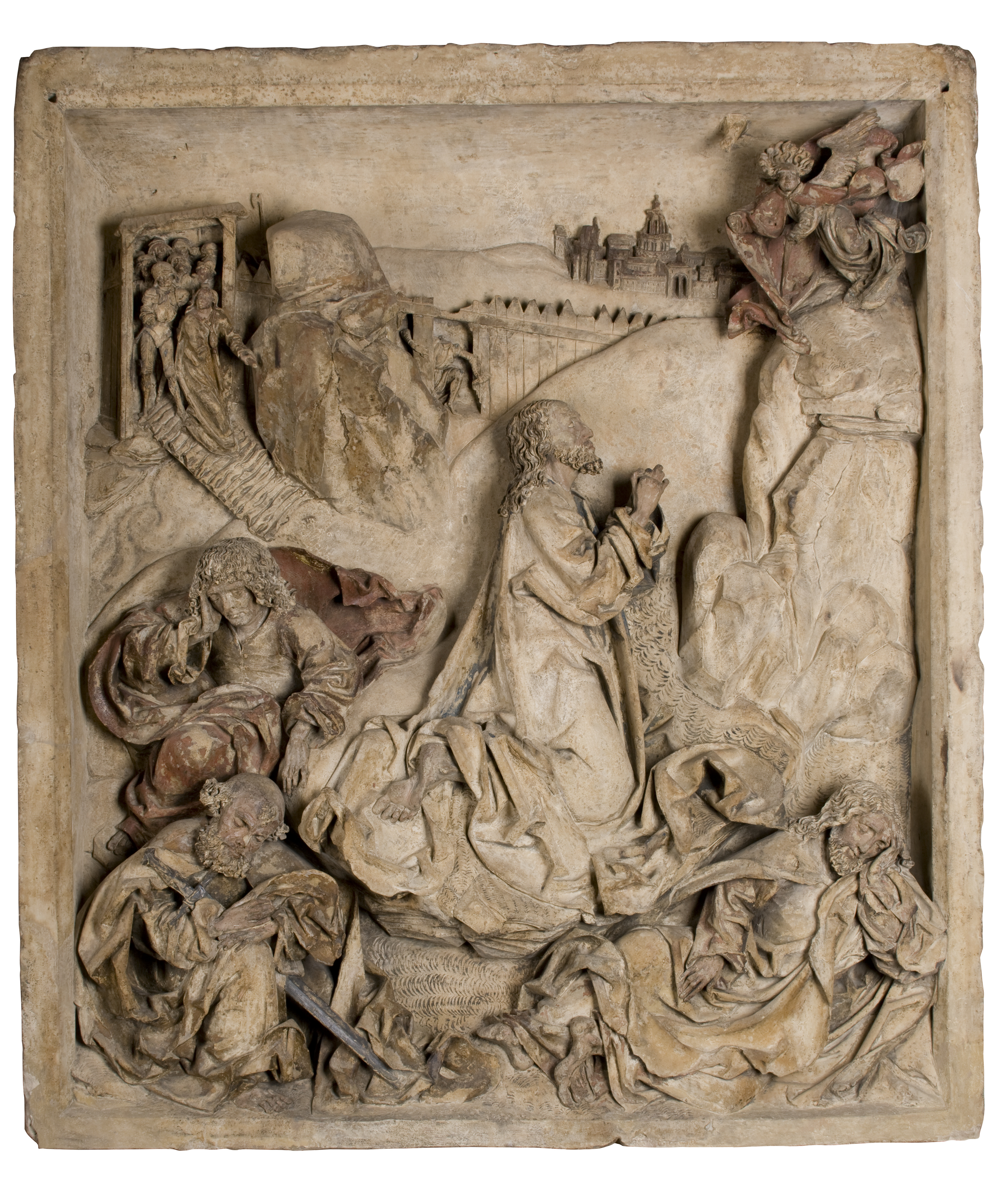
Krisztus a Gecsemáné-kertben, Veit Stoss domborműve (1485 körül)
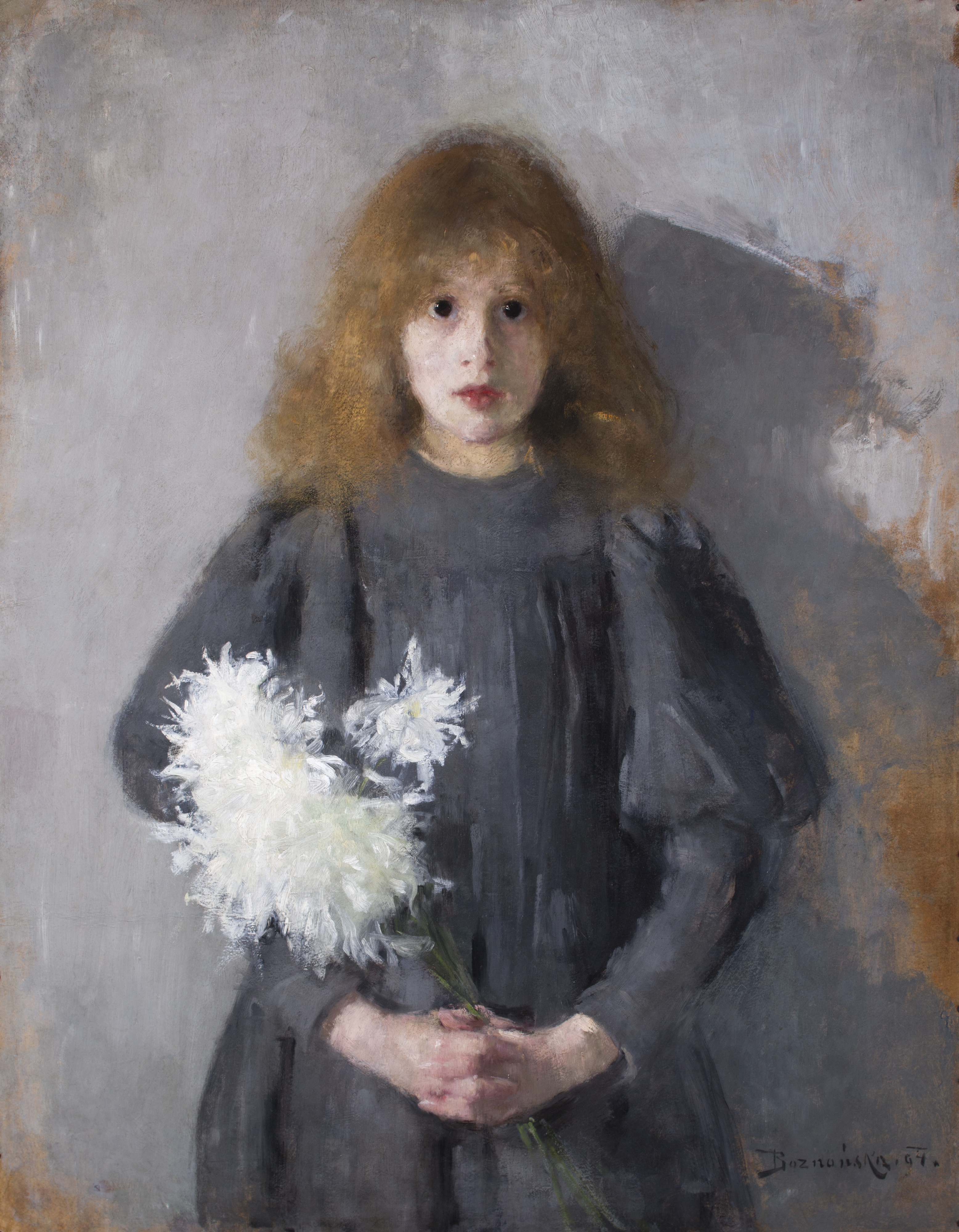
Olga Boznańska: Lány krizantémokkal (1894)
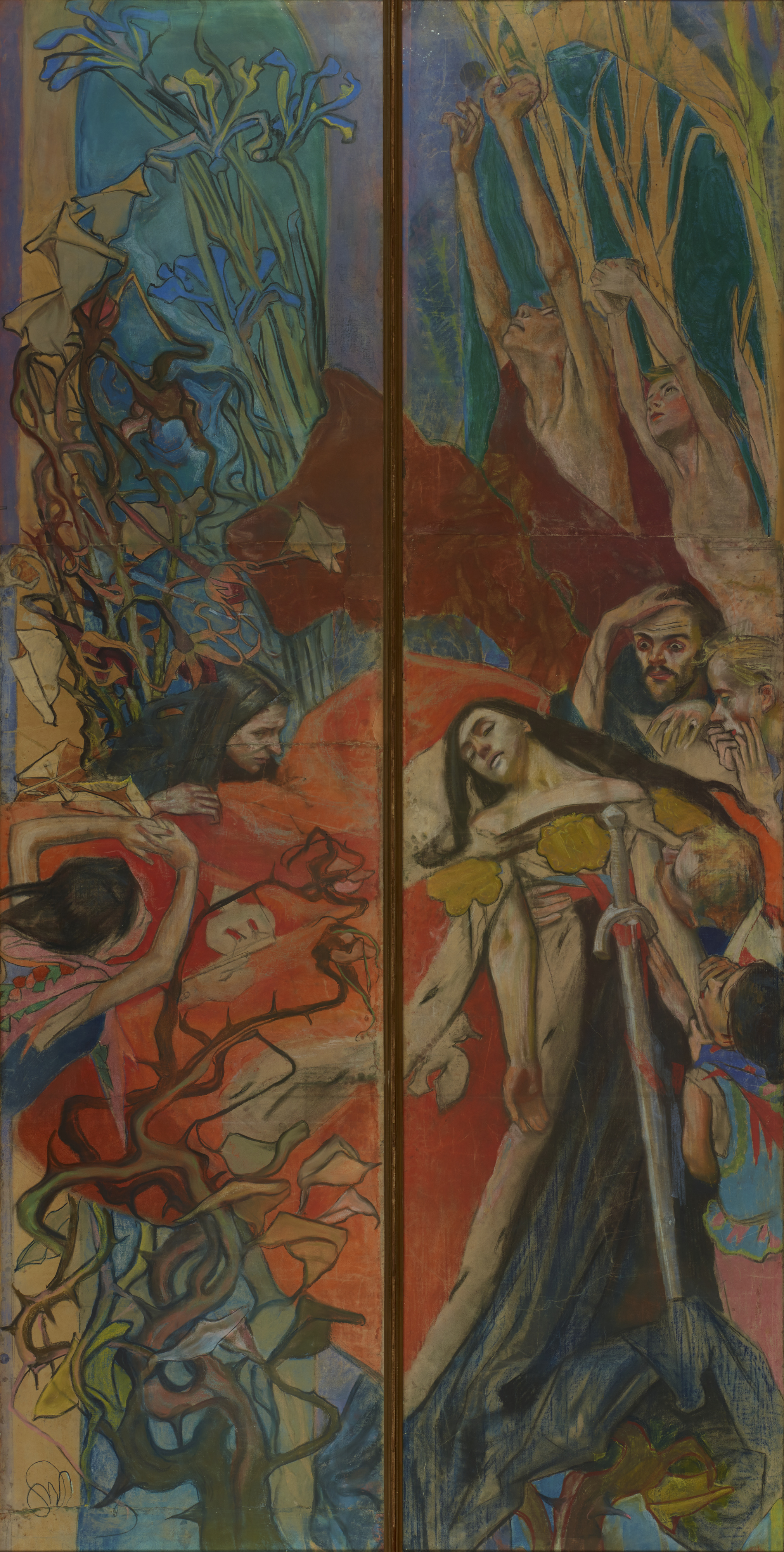
Stanisław Wyspiański: Polonia (1893–1894)
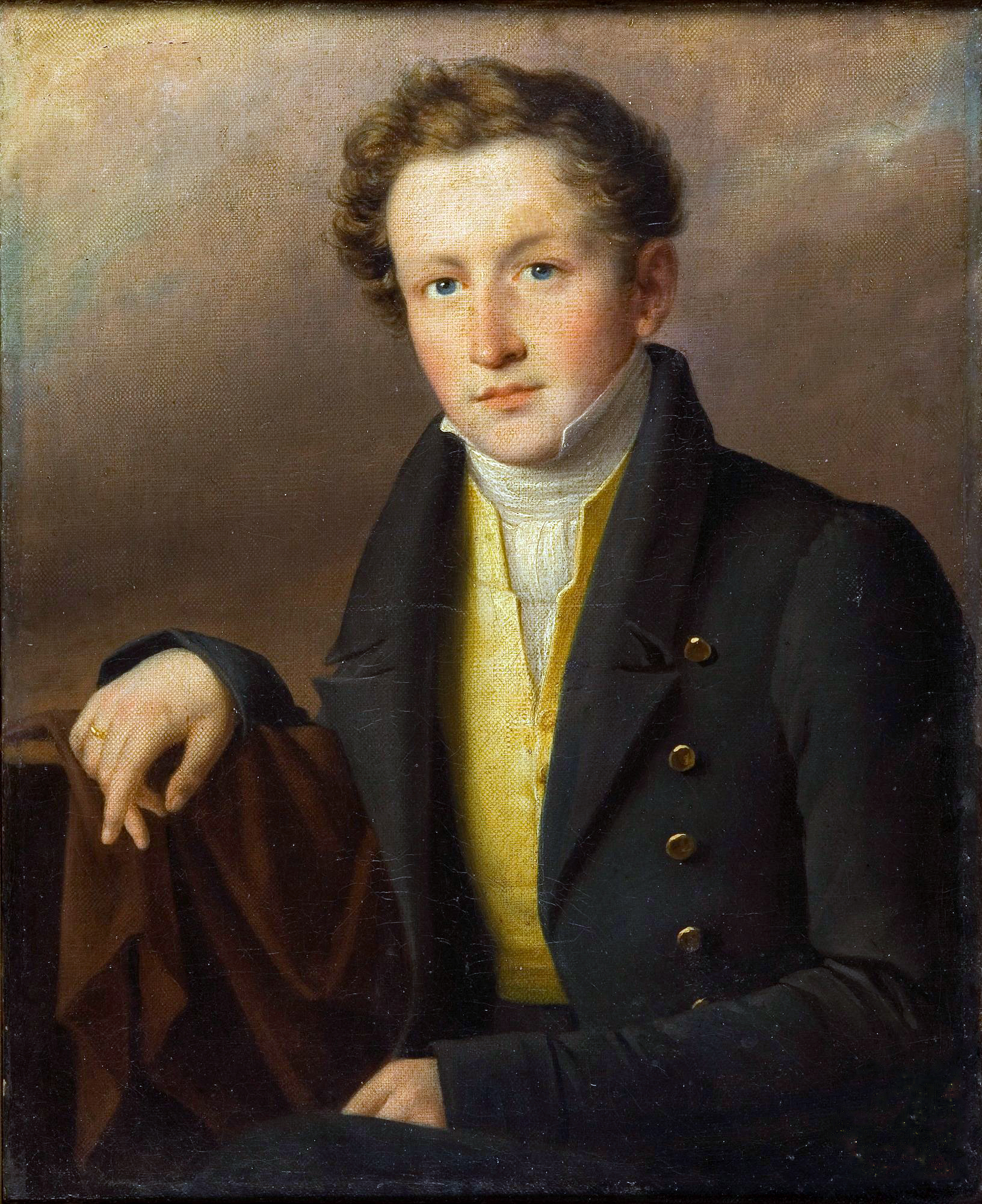
Józef Oleszkiewicz: Leon Sapieha portréja (1827)
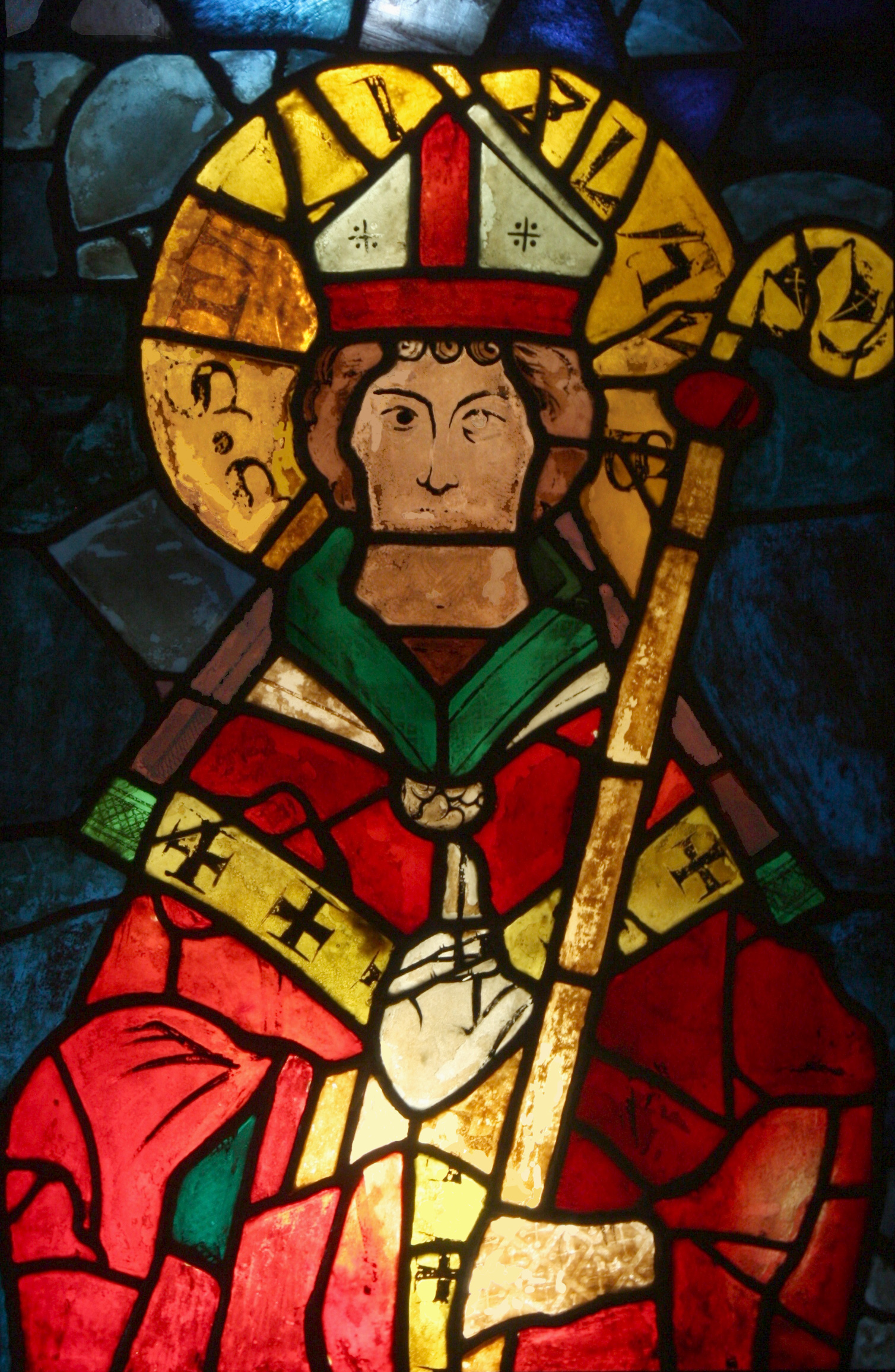
Szent Sztaniszló. Gótikus ólomüveg ablak a krakkói dominikánus kolostorból

## Háborús veszteségek

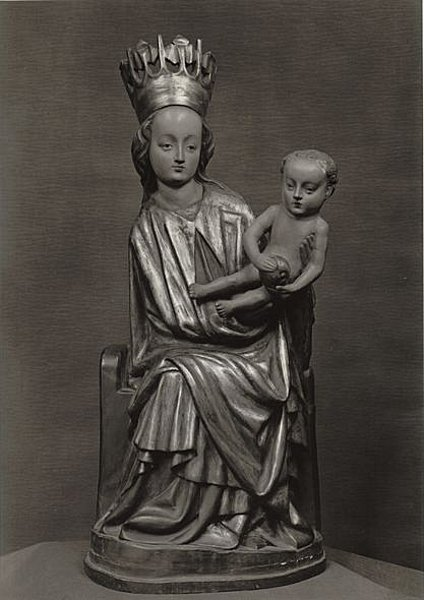
A trónon ülő Madonna
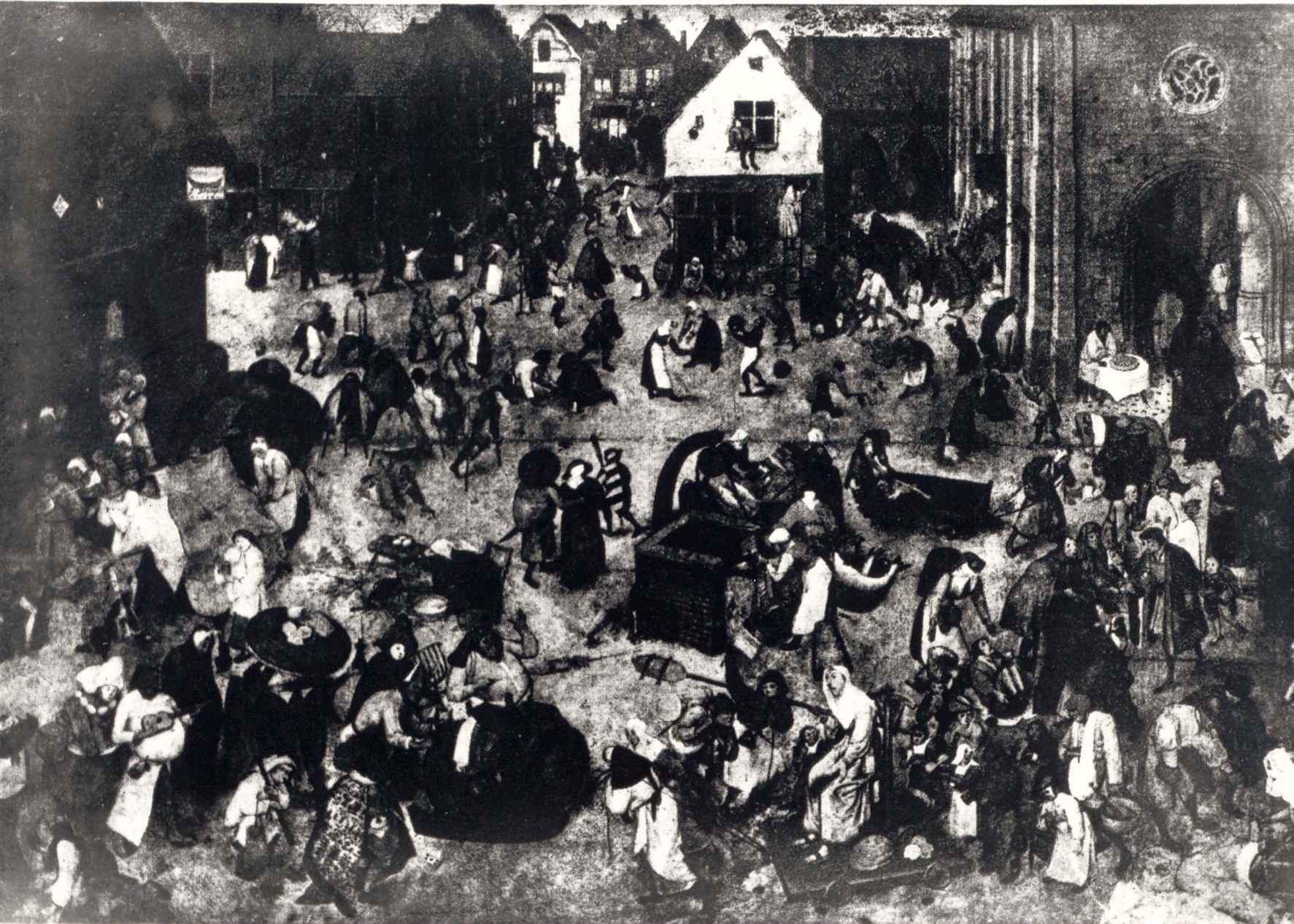
Pieter Bruegel: A farsang és a nagyböjt harca
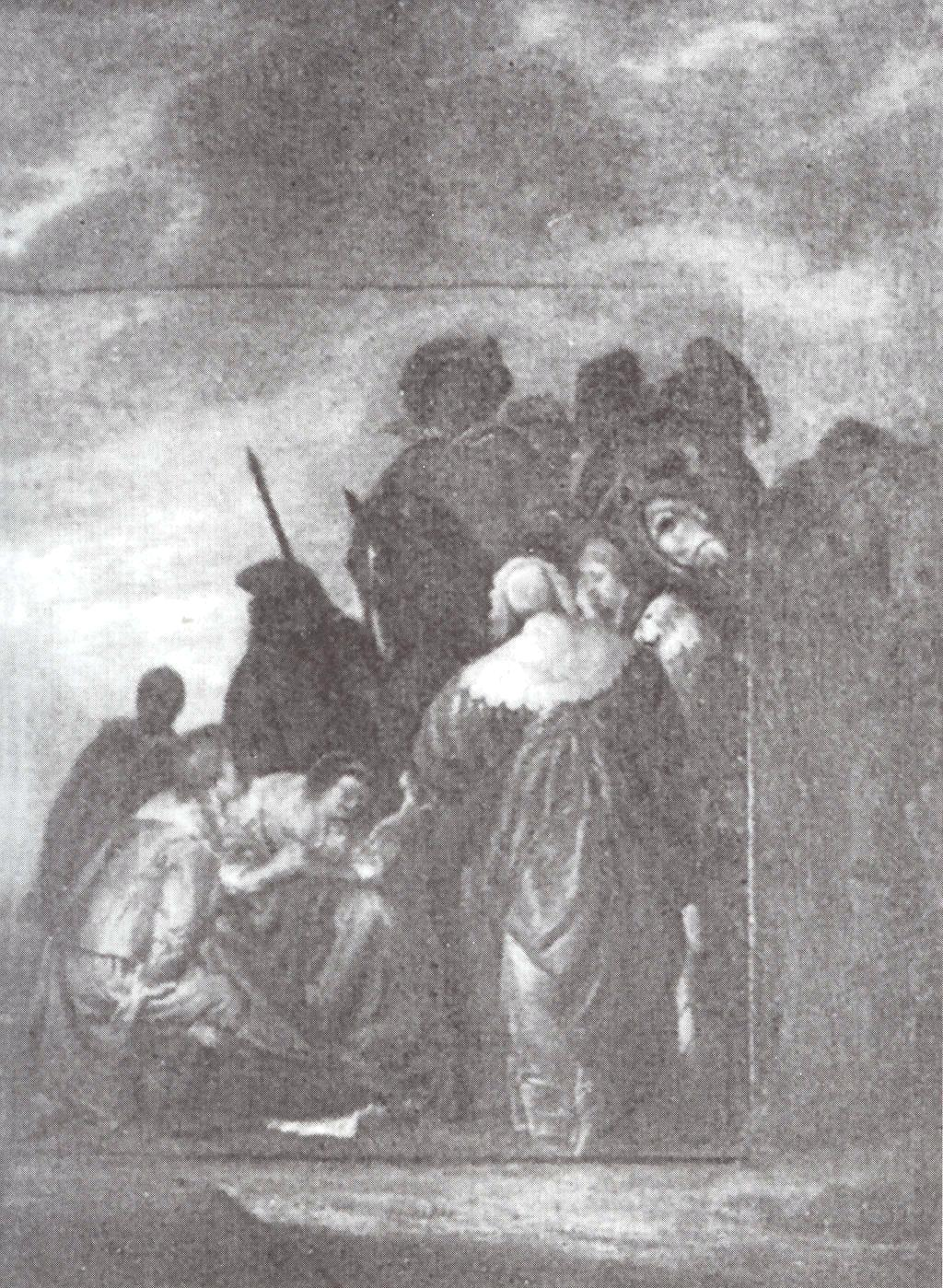
Pieter Codde: Történelmi jelenet

## Fordítás
- Ez a szócikk részben vagy egészben  a   National Museum, Kraków című angol Wikipédia-szócikk ezen változatának fordításán alapul.  Az eredeti cikk szerkesztőit annak laptörténete sorolja fel. Ez a jelzés csupán a megfogalmazás eredetét és a szerzői jogokat jelzi, nem szolgál a cikkben szereplő információk forrásmegjelöléseként.